# Вудсток (Онтаріо)

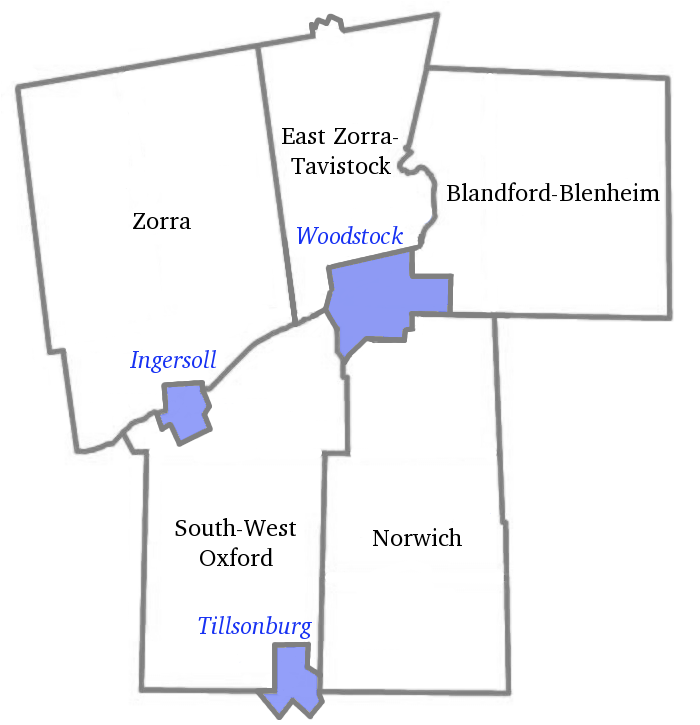
Вудсток на мапі графства Оксфорд

Ву́дсток (англ. Woodstock)  — містечко в графстві Оксфорд у Південно-західному Онтаріо в Канаді.
Вудсток розташований на річці Темс (англ. Thames River) 128 км від міста Торонто й 43 км від міста Лондон.